# Österreichische Judo-Damen-Mannschaftsmeisterschaft 2002
Die Österreichische Judo-Damen-Mannschaftsmeisterschaft 2002 ermittelte zum 21. Mal den Österreichischen Mannschaftsmeisters im Judo. Sie wurde vom Österreichischen Judoverband ausgetragen. Sieger war zum 1. Mal der Vereinsgeschichte der Sanjindo Bischofshofen.

## Tabelle
| Position | Mannschaft             | Ort           | Bundesland | Quelle |
| -------- | ---------------------- | ------------- | ---------- | ------ |
| 1        | Sanjindo Bischofshofen | Bischofshofen | Salzburg   | [ 2 ]  |

Stand: 2025-03-15